# Thomas Pépin de Belle-Isle
Thomas-Jean Pépin, seigneur de Belle-Isle (né à Saint-Malo le 12 décembre 1676 et mort le 30 septembre 1711), est un corsaire et armateur malouin.

## Biographie
D'une famille de la noblesse bretonne, Thomas Pépin de Belle-Isle est le fils de Pierre Pépin de Belle-Isle (1631-1684), officier, puis capitaine corsaire commandant du Marbeuf mort lors d'un combat naval face aux Barbaresques, et de Jacquette Lhomme du Tertre, et petit-fils du procureur-syndic de Saint-Malo Julien Pépin (1580-1639), sieur du Bignon et de Belle-Isle.
S'orientant très jeune vers la navigation, il suit sa formation à l'école hydrographique de Saint-Malo et s'embarque à l'âge de seize ans comme volontaire sur le navire corsaire Ville de Saint-Malo, puis prend part comme officier sur le Diamant à la campagne de l'escadrille armée par Noël Danycan de l'Épine contre les établissements anglais de Terre-Neuve en 1696.
L'année suivante, alors âgé de vingt-et-un ans, il reçoit le commandement du corsaire l'Aigle noir, ancien navire flessingois capturé par Alain Porée et armée par Magon de La Chipaudière. Pratiquant la course dans le golfe de Gascogne, il rejoint l'escadrille de Duguay-Trouin dans l'attaque d'un convoi hollandais à Bilbao et contribue activement avec Hervé Dufresne des Saudrais à la prise à l'abordage du vaisseau d'escorte le Nassau et à deux des vaisseaux marchands. 
Pendant la paix de Ryswick (1697-1701), il sert dans la marine marchande et effectue plusieurs voyages à Cadix et aux Amériques.
Il participe à la guerre de Succession d'Espagne comme capitaine de la frégate Saint-Isidore (armée par Du Pin Le Fer), réalisant deux campagnes, cinq prises et une rançon en 1702, puis huit prises et une reprise en 1703. Il passe commandant de la frégate neuve la Paix (400 tonneaux) en 1704, avec laquelle il fait une campagne de neuf prises et deux rançons, à la suite d'un combat face au vaisseau anglais Hercule et à la frégate Thétis en 1704.
En 1705, il épouse Françoise Morrogh, d'une famille de réfugiés irlandais à Morlaix, dame de Belestre et riche veuve de Guillaume Prigent de Penlan. Ils seront les parents de l'amiral Julien Pépin de Belle-Isle. Il s'adonne alors au négoce et à l'armement corsaire. Il arme ainsi la frégate la Fortuné en 1708, qui prend part à une expédition sur le fleuve de Gambie se traduisant par la prise d'un vaisseau négrier anglais puis du comptoir portugais de l'île de São Thomé et de trois vaisseaux négriers, dans le golfe de Guinée.
Comme l'un des directeurs de la Société de Rio (dans laquelle il investit 50 000 livres), il prend une part active aux côtés de Duguay-Trouin dans les préparatifs du grand armement du raid contre Rio de Janeiro en 1711.
Il meurt à Saint-Malo le 30 septembre 1711 des suites d'une maladie contractée en mer. Il est inhumé dans la cathédrale Saint-Vincent.